# Seishun 18 Kippu

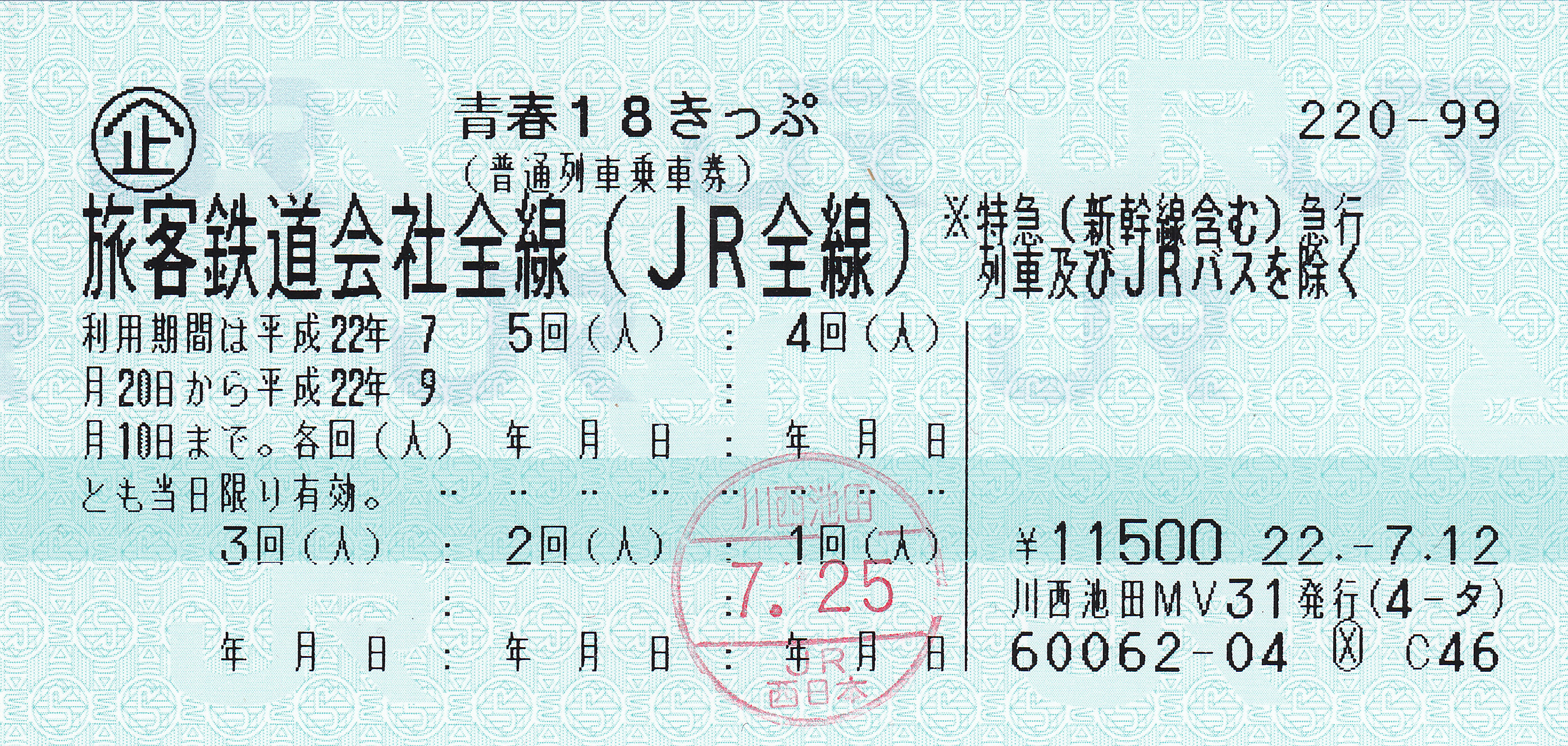
Ein Seishun 18 Kippu aus dem Jahr 2010

Seishun 18 Kippu (jap: 青春18きっぷ, dt. „Jugend-18-Ticket“) ist eine besondere Fahrkarte der japanischen Bahngesellschaften der Japan Railways Group.
Das Ticket ermöglicht landesweite Fahrten in Zügen des Regionalverkehrs. Es war eigentlich als Angebot vor allem für Studenten geplant, aber es gibt keine Altersgrenzen und keine Ermäßigungen für Kinder. Man kann das Ticket innerhalb von drei festgelegten Zeiträumen benutzen, die sich an den unterrichtsfreien Zeiten an den Universitäten orientieren: Die Frühlingsferien vom 1. März bis 10. April, die Sommerferien vom 20. Juli bis 10. September und die Winterferien vom 10. Dezember bis 10. Januar. Es gilt für 3 oder 5 aufeinanderfolgende Reisetage und kostet 10.000 JPY bzw. 12.050 JPY (58 bzw. 70 Euro).